# 커피 로스팅

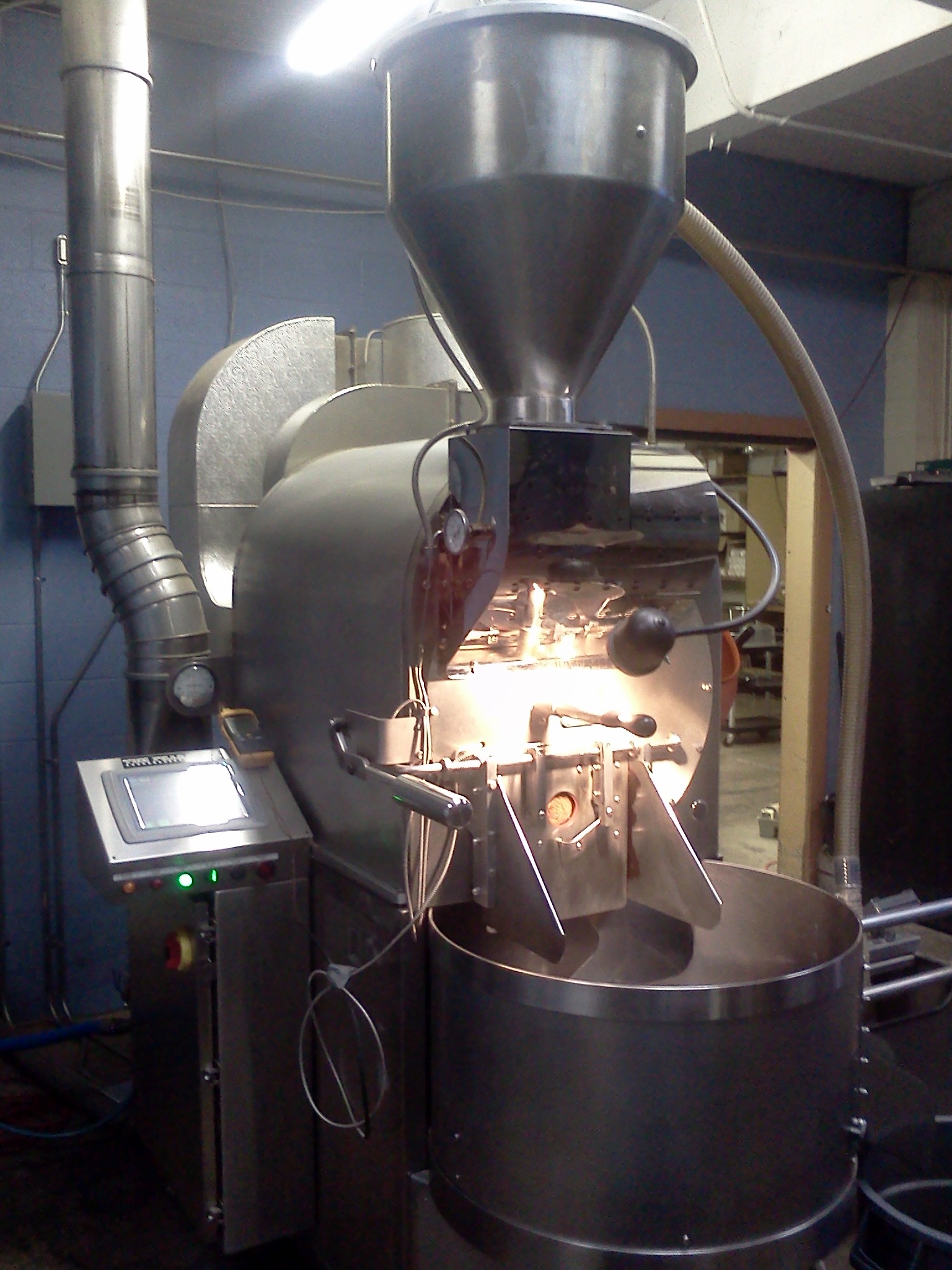
드럼통 모양의 커피 로스팅 기계.

커피 로스팅(coffee roasting)은 커피 생두에 열을 가해 조직을 팽창시키고 화학 변화를 일으켜 맛과 향을 끌어내는 작업을 말한다. 배전(焙煎)이라고도 한다. 로스팅 과정은 생두 맛의 변화를 일으키게 하여 커피의 독특한 맛을 내는 것이다. 로스팅 과정에서 생두의 조직을 최대한 팽창시켜 생두가 가진 여러 성분(수분, 지방분, 섬유질, 당질, 카페인, 유기산, 탄닌 등)이 조화롭게 표현된다.
커피는 음용 가능한 커피를 만들기 위해 로스팅 과정을 거쳐야 하고 생두의 수확시기, 수분함량, 조밀도, 종자, 가공방법 등 생두의 특성을 파악하는 것이 중요하다.
커피 원두를 로스팅하기 위해 기록된 최초의 도구는 15세기 오스만 제국과 대 페르시아에서 사용된 금속 또는 도자기로 만든 얇은 팬이었다. 19세기에 미국과 유럽에서 많은 양의 커피를 생산할 수 있도록 상업용 로스터에 대해 다양한 특허를 획득했다. 인스턴트 커피가 인기있는 커피 음료가 되자 1950년대에는 전문 커피하우스가 개장하여 전통적인 방법으로 추출한 음료를 제공하기 시작했다. 1970년대에는 전 세계의 다양한 로스팅과 원두를 제공하는 전문 커피하우스가 더 많이 설립되었다. 1980년대와 1990년대에 고급 커피 산업은 크게 성장했다. 이러한 추세는 21세기까지 계속되었다.

## 과정
커피 로스팅 과정은 커피 가공과 커피 추출 사이에 진행된다. 기본적으로 분류, 로스팅, 냉각, 포장 등으로 이루어지지만, 규모가 큰 로스팅 하우스에서의 분쇄도 포함할 수 있다. 대규모 작업에서는 생두 봉지를 손으로 열거나 기계로 개봉하여 호퍼(hopper)에 버리고 이물질을 제거하기 위해 선별한다. 그리고 나서 그 생두의 무게를 달아 벨트나 공압 컨베이어에 의해 저장 호퍼로 옮겨진다. 저장 호퍼에서 생두가 로스터로 운반된다. 초기에는 내열성(흡수열)이지만 약 175 °C (347 °F)에서는 발열성(열을 발산함)이 된다.
이는 원두가 스스로 가열되고 있다는 것으로, 로스터의 열원을 조절해야 할 수도 있다. 로스팅 공정이 끝나면 볶은 원두를 로스팅 챔버에서 배출되고 draft inducer로 공기 냉각된다.
로스팅 과정에서 수분과 휘발성 화합물 등의 손실로 인해 원두는 약 15~18% 정도 무게가 감소된다. 이에 비해서 이산화탄소, 휘발성 유기화합물, 물(증기 형태로)의 방출을 촉진하는 셀룰로오스 구조의 물리적 팽창으로 인해 원두의 크기는 두 배가 된다.
세계 각지의 원두 로스팅에는 몇 가지 전통적인 변화가 있다. 예를 들어 베트남에서는 로스팅전 생두에 기름(전통적으로 정화된 버터)과 소량의 설탕을 입혀 "버터 로스트"를 만들어 내는 경우가 많다. 로스팅 공정은 원두에 캐러멜 성분이 입혀진다.

## 장비

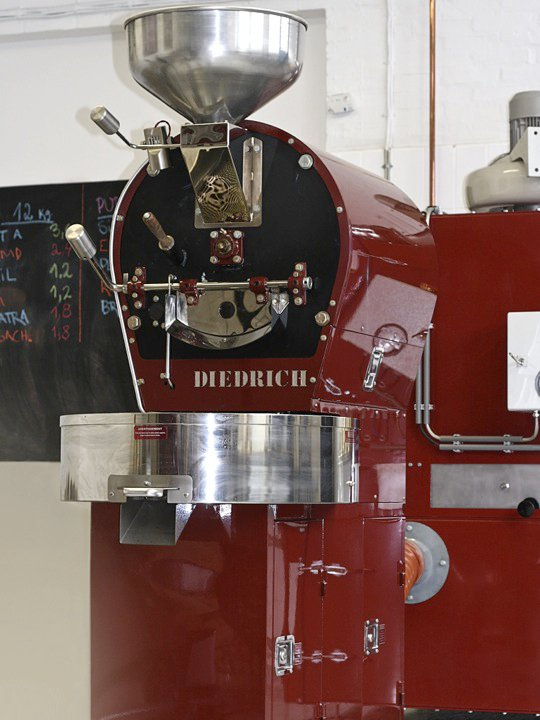
데이드리치 적외선 드럼 머신: 커피 원두를 볶을 때 가장 흔하게 사용되는 로스터 중 하나이다.

가장 흔한 로스팅 기계는 드럼과 열풍의 두 가지 기본 유형이지만, 이 외에 패킹 베드, 접선식, 원심식 로스터도 있다. 로스터는 배치 모드나 연속 모드 중 하나로 작동할 수 있다. 가정용 로스터도 존재한다.
드럼 기계는 가열된 내부에 생두를 회전시키는 수평 회전 드럼으로 구성된다. 열원은 천연가스, 액화석유가스(LPG), 전기 이외에 목재로도 공급될 수 있다. 가장 일반적인 것은 열원이 드럼 아래에 있어 간접적으로 가열된 드럼을 사용한다. 직화식 로스터는 불꽃이 드럼  내부의 원두와 접촉하는 로스터로, 아직도 극소수가 이 기계를 이용하고 있다.
유동식 또는 열풍식 로스터는 원두를 들어올릴 수 있는 충분한 힘으로 원두 아래에 있는 스크린이나 천공판을 통해 가열된 공기를 밀어낸다. 원두가 이 유동층 안에서 굴러다니고 순환하는 과정으로 열원이 원두로 전달된다.

## 배전도

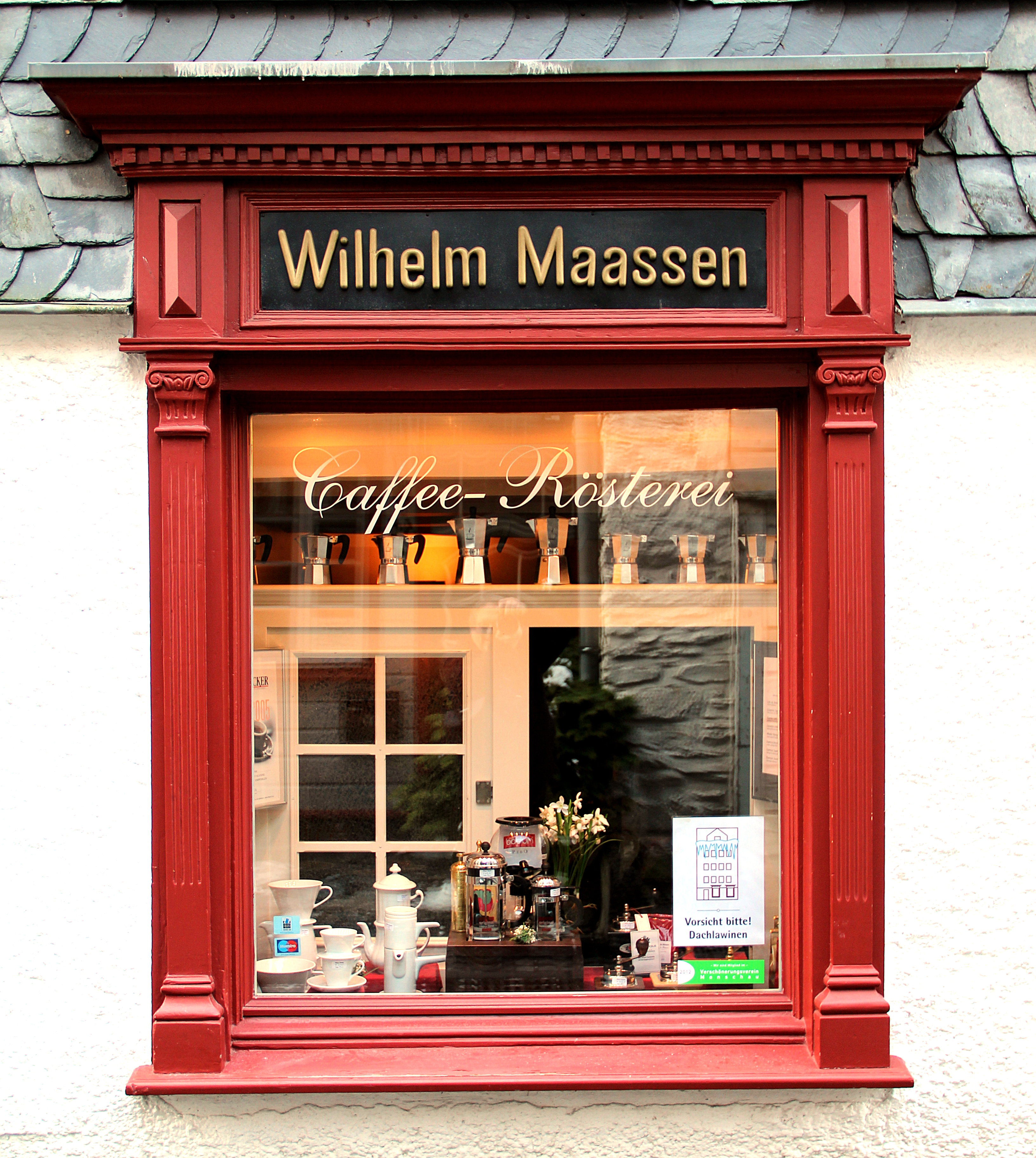
몬샤우(독일)에 있는 커피 로스팅 가게의 창

원두의 로스팅 정도(배전도, 로스팅 단계)에 따라 "시티"나 "프렌치"같은 다양한 명칭으로 불린다.
로스팅 정도를 결정하는 가장 널리 이용되지만 가장 정확하지 않은 방법은 눈으로 원두의 색깔을 판단하는 것이다(예외로는 분광도계를 사용하여 적외선 빛 아래에서 분쇄 원두의 반사율을 측정하고 아그트론 척도(Agtron scale)과 같은 표준과 비교하는 것이다). 커피가 열을 흡수함에 따라, 색상은 노란색으로 바뀐후 점점 더 어두운 갈색으로 바뀐다. 로스팅의 후기 단계에서 원두 표면에 기름이 나타난다. 원두는 로스팅을 계속하면 할수록 열원이 제거될 때까지 어두워지기 때문에 색깔만으로도 로스팅을 결정 짓는 요인이 된다. 대부분의 로스터들은 온도, 냄새, 색깔, 소리를 조합하여 로스팅 과정을 확인한다.
소리는 구울때 온도를 잘 나타내는 지표다. 로스터들이 경청하는 온도 임계값은 두 가지 "크랙(cracks)"으로 분류한다. 약 196 °C (385 °F)에서는 원두가 갈라지는 소리를 낸다. 이 지점을 "1차 크랙(first crack)"이라고 하며, "연한 로스팅"의 시작을 나타낸다. 처음에는 커피의 수분이 다량 증발되어 원두의 크기가 커진다. 원두가 약 224 °C (435 °F)에 도달하면 "2차 크랙(second crack)"이 발생되며, 원두가 부서지는 소리를 낸다. 로스팅이 더 진행되면 진행될수록 로스팅 특성을 취하기 시작하고, 커피의 원산지 특성을 상실한다.
아래 사진은 다양한 원두 온도에서 브라질산 생두의 같은 배치에서 추출한 샘플들을 주관적인 로스트 명칭 및 설명과 함께 묘사하고 있다.
| 로스팅되지 않음           | 로스팅되지 않음 | 로스팅되지 않음 | 로스팅되지 않음 |
| ------------------------- | --- | --------------- | --- |
|                           | 22 °C (72 °F), Green Beans 생두(Green coffee). 생두는 품질 손실이 눈에 띄기 전 기후가 통제되는 환경에서 약 12~18개월 동안 보관할 수 있다.                                                                               |                 | 165 °C (329 °F), Drying Phase 건조 단계에서 원두는 수분 함량이 증발할 때까지 흡열 과정을 거치며, 이는 첫 번째 균열을 의미한다. |
| 연한 로스트(Light Roast)  | |                 | |
|                           | 196 °C (385 °F), 시나몬 로스트(Cinnamon Roast) 아주 연한 로스팅 수준이며, 1차 크랙에 즉시 적용된다. 단맛은 잘 발달되지 않았으며, 풀향이 두드러지고, 산도가 뚜렷하다.                                                    |                 | 205 °C (401 °F), 뉴잉글랜드 로스트(New England Roast) 중간 정도의 연한 갈색이지만, 겉모습은 여전히 얼룩덜룩하다. 일부 전문 로스터에 선호되는 로스팅 정도로, 복잡한 산도와 더불어 원산지 특성을 강조한다.                                         |
| 중간 로스트(Medium Roast) | |                 | |
|                           | 210 °C (410 °F), 아메리칸 로스트(American Roast) 중간 연한 갈색, 1차 크랙때 발생한다. 산도는 약간 감소하지만, 원산지의 특성은 여전히 유지되어 있다.                                                                     |                 | 219 °C (426 °F), 시티 로스트(City Roast) 중간 갈색, 대부분의 스페셜티 커피(specialty coffee)에 흔히 사용된다. 로스팅 특성이 드러나지만, 원산지 특성을 맛보기 좋다.                                                                               |
| 진한 로스트(Dark Roast)   | |                 | |
|                           | 225 °C (437 °F), 풀 시티 로스트(Full City Roast) 중간 정도로 어두운 갈색을 띄며, 표면에 마른 물방울이나 희미한 기름 방울이 묻어나온다. 로스팅 특성이 두드러지며, 2차 크랙이 시작될 때 나타나며, 형체가 완전히 발달한다. |                 | 230 °C (446 °F), 비엔나 로스트(Vienna Roast) 중간 정도로 어두운 갈색을 띄며, 표면에 약간의 기름이 묻어나온다. 좀더 달콤쌉살하고, 캐러멜 향이며, 산도는 감소했다. 2차 크랙 중간대에 나타나며, 원산지만의 특징이 로스팅 특성에 중간 정도 가려진다. |
|                           | 240 °C (464 °F), 프렌치 로스트(French Roast) 짙은 갈색, 기름의 영향으로 광택이 나며, 깊은 캐러멜 색조를 띄며, 산도가 감소했다. 2차 크랙이 끝날때 로스팅 특성이 지배적이며, 원산지만의 향과 풍미는 거의 남아 있지 않다.  |                 | 245 °C (473 °F), 이탈리안 로스트(Italian Roast) 거의 검고 광택이 나며, 그을림은 더욱 뚜렷해지고, 산도도 거의 없어지고, 마른 형체가 된다. |

### 풍미
연하게 볶은 원두는 원두가 재배된 지역의 다양성, 가공성, 고도, 토양 함량, 날씨 조건에 의해 생성되는 풍미인 "원산지 특성"을 많이 보여준다. 원두가 진한 갈색까지 볶음에 따라 원두의 원산지 특성은 로스팅 과정 자체에서 생성되는 풍미에 가려진다. 진하게 볶은 원두는 "로스트 풍미"가 강해져 원두의 원산지를 구분하기 어려울 수 있다.
아래에는 로스팅 정도와 각각의 맛과 풍미를 설명하고 있다. 아래 내용은 질적 서술이므로 주관적이다.
|      | 일반적인 로스팅 명칭                                                                     | 특징 | 표면                                                                                | 맛과 향 |
| ---- | ---------------------------------------------------------------------------------------- | --- | ----------------------------------------------------------------------------------- | --- |
| 약함 | Cinnamon Roast, American Roast, New England Roast, Half City Roast, Moderate-Light Roast | 몇분후 생두가 튀거나 갈라지면서 원두의 표면이 눈에 띄게 팽창한다. 이 단계를 1차 크랙(first crack)이라고 한다.       | 건조함                                                                              | Lighter-bodied, 산도가 높으며, 뚜렷한 로스팅 풍미가 없다. 이 수준의 로스팅는 커피의 원산지 특성을 맛보기에 이상적이다.  |
| 중간 | City roast, City+ Roast, Full City Roast                                                 | 1차 크랙을 통한 후, 커피는 이러한 로스팅 수준에 도달한다.                                                           | 건조함                                                                              | 당분은 카라멜화되고, 산도는 낮아진다. 이것은 더 higher body을 가진 커피를 만들지만, 약간의 로스팅 풍미가 가해지게 된다. |
| 진함 | Full City+ Roast, Italian Roast, Vienna Roast, French Roast                              | 몇 분 더 지나면 원두가 다시 튀기 시작하고, 기름 성분이 표면으로 떠오른다. 이것을 2차 크랙(second crack)이라고 한다. | 매끈함. 기름 성분의 수준은 커피가 2차 크랙 이후 얼마나 오래 볶았냐에 따라 달려있다. | 달콤쌉싸름한 맛이 두드러지고, 로스팅의 향과 풍미가 뚜렷해진다. 원산지 특성이 거의 남아있지 않다.                        |

카페인 함량은 로스팅 정도에 따라 달라지며, 오래 볶을 수록 감소한다. 연한 로스팅은 1.37%, 중간 로스팅은 1.31%; 진한 로스팅은 1.31%이다. 그러나 이것은 분쇄 및 추출 방법의 변화에 따라 일정하게 유지되지 않는다. 생두를 볶음으로서 원두의 밀도가 변화하기 때문에, 같은 양의 카페인을 가진 원두임에도 부피나 질량으로 측정했을 때 다른 로스팅 정도에 따라 각각 다른 카페인 농도를 포함하게 된다.

## 보관
볶은 원두의 보관 수명을 연장하는 것은 열, 산소, 빛에 노출되지 않도록 최적의 환경을 유지하는 데 달려 있다. 볶은 원두는 유통기한이 2주, 분쇄된 원두는 15분 정도가 최적이다. 초기 대규모 보관 기술은 캔에 담긴 진공 포장이었다. 다만 커피는 로스팅 후 이산화탄소가 배출되기 때문에 진공 포장해야 하는 커피는 밀봉되기 전에 며칠 동안 가스 배출할 수 있도록 해야 한다. 보다 즉각적인 포장이 가능하도록 가압통 또는 압력 완화 밸브가 있는 호일 안감백을 사용할 수 있다. 냉동과 결빙은 신선도를 더 유지시켜주며, 볶은 원두는 식혀두면 한 달까지 신선하다고 볼 수 있다. 일단 원두는 분쇄한 후에는 즉시 사용하는 것이 가장 좋다.

## 사진첩

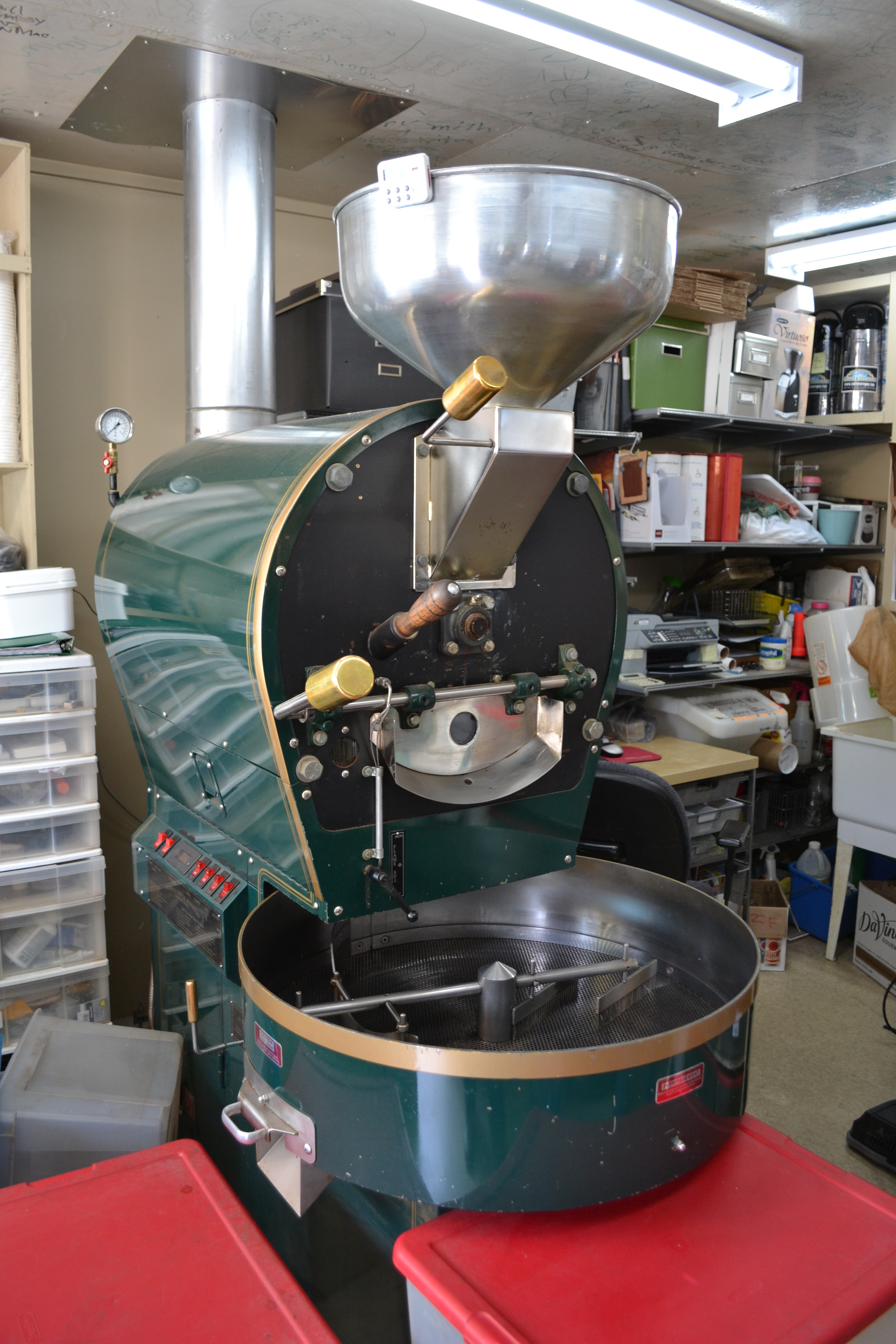
디드리히 IR형 커피 로스터.
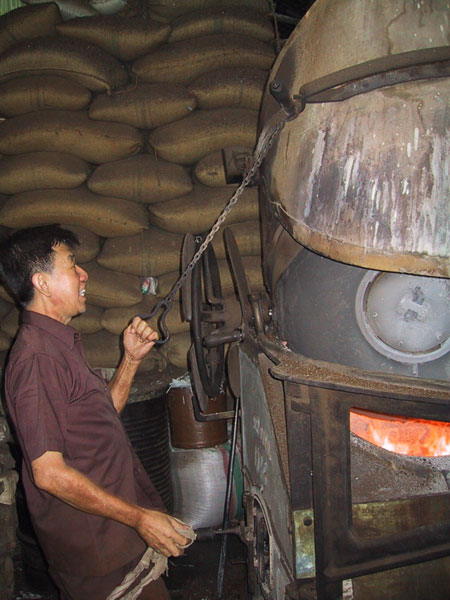
오래된 장작 커피 로스터.
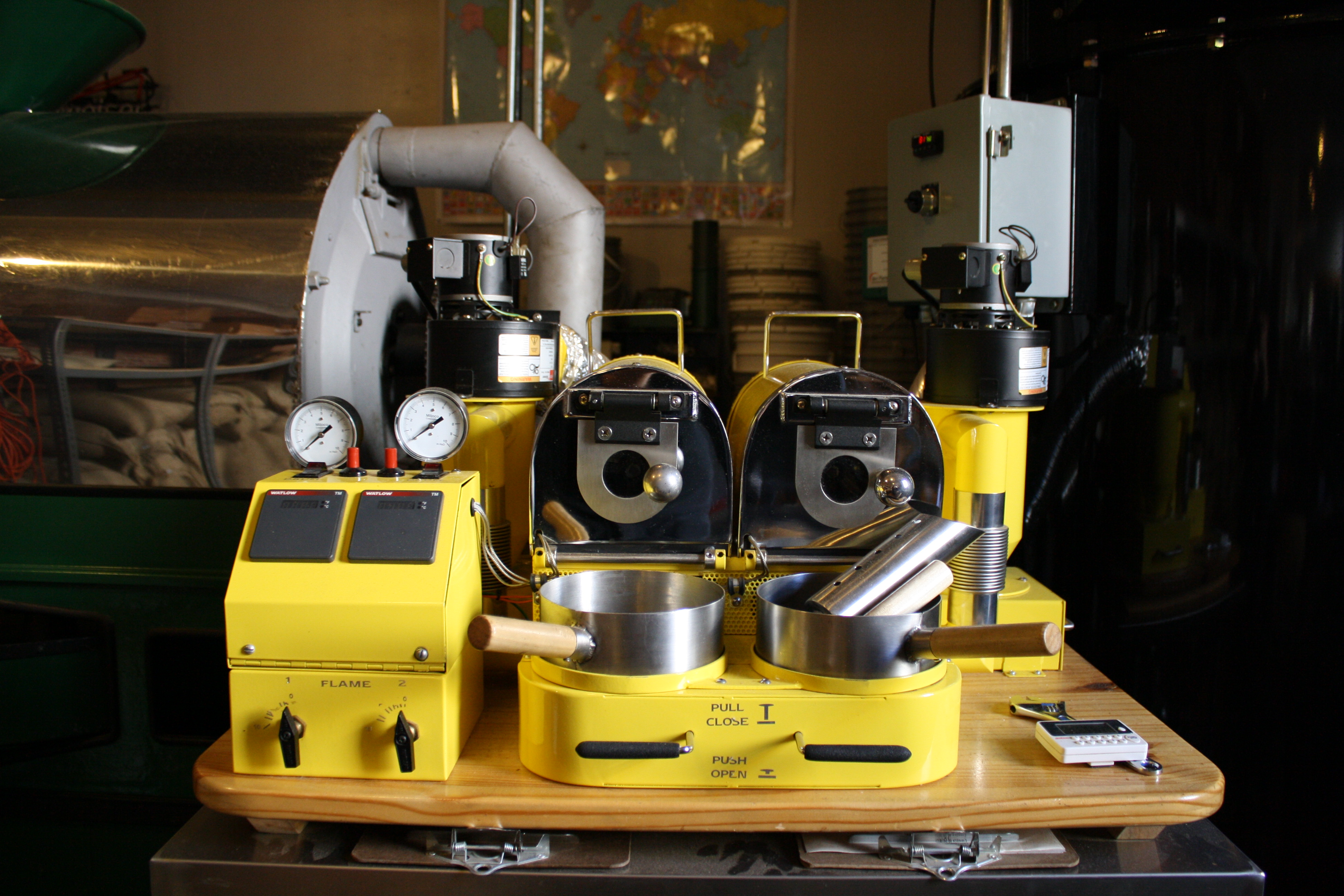
녹색 커피 원두를 구입하거나 볶기 전에 커피 샘플을 볶기 위한 2배럴 커피 로스터.
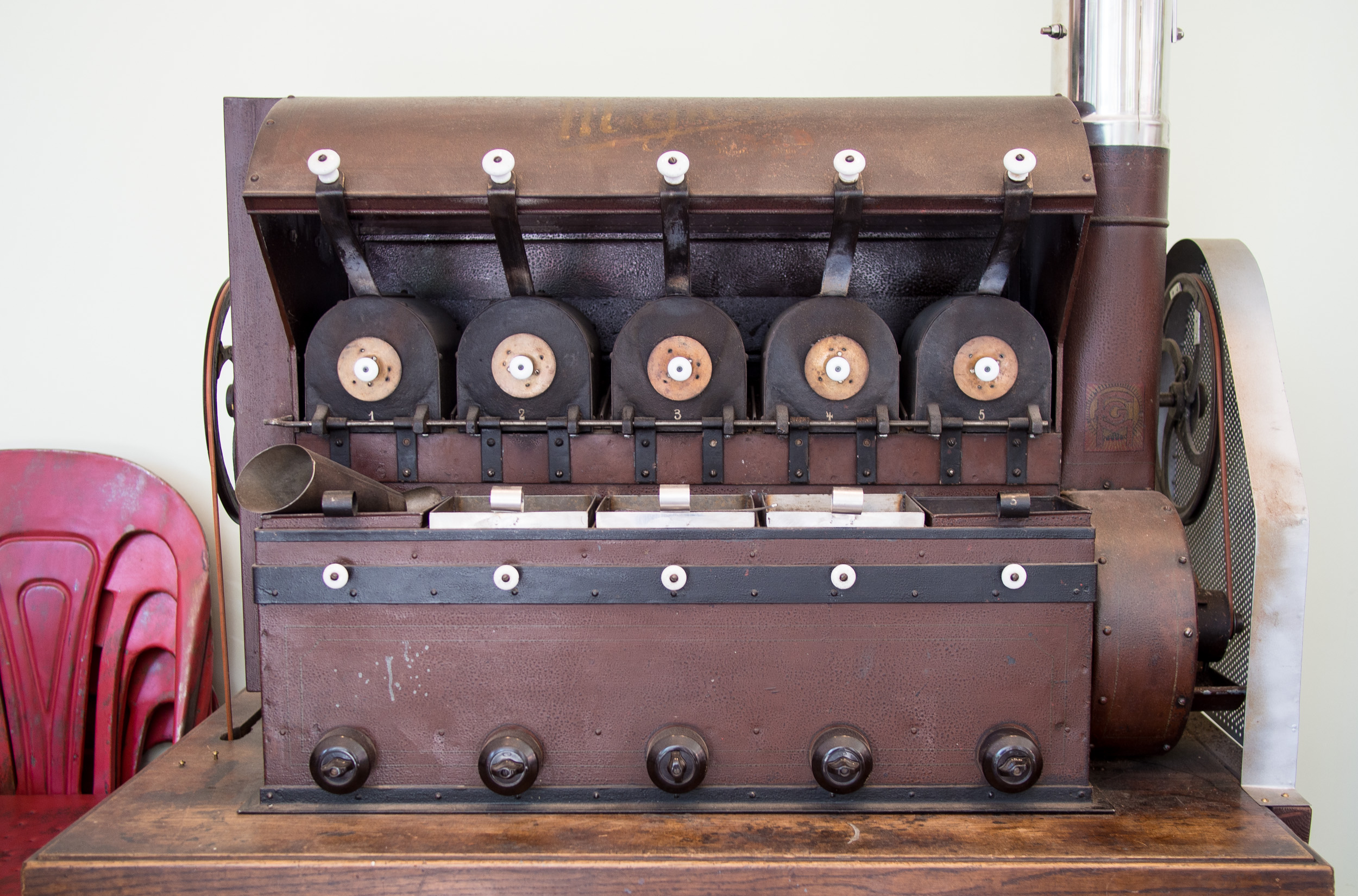
오래된 "Mignon" 5배럴 테스트 로스팅 기계.
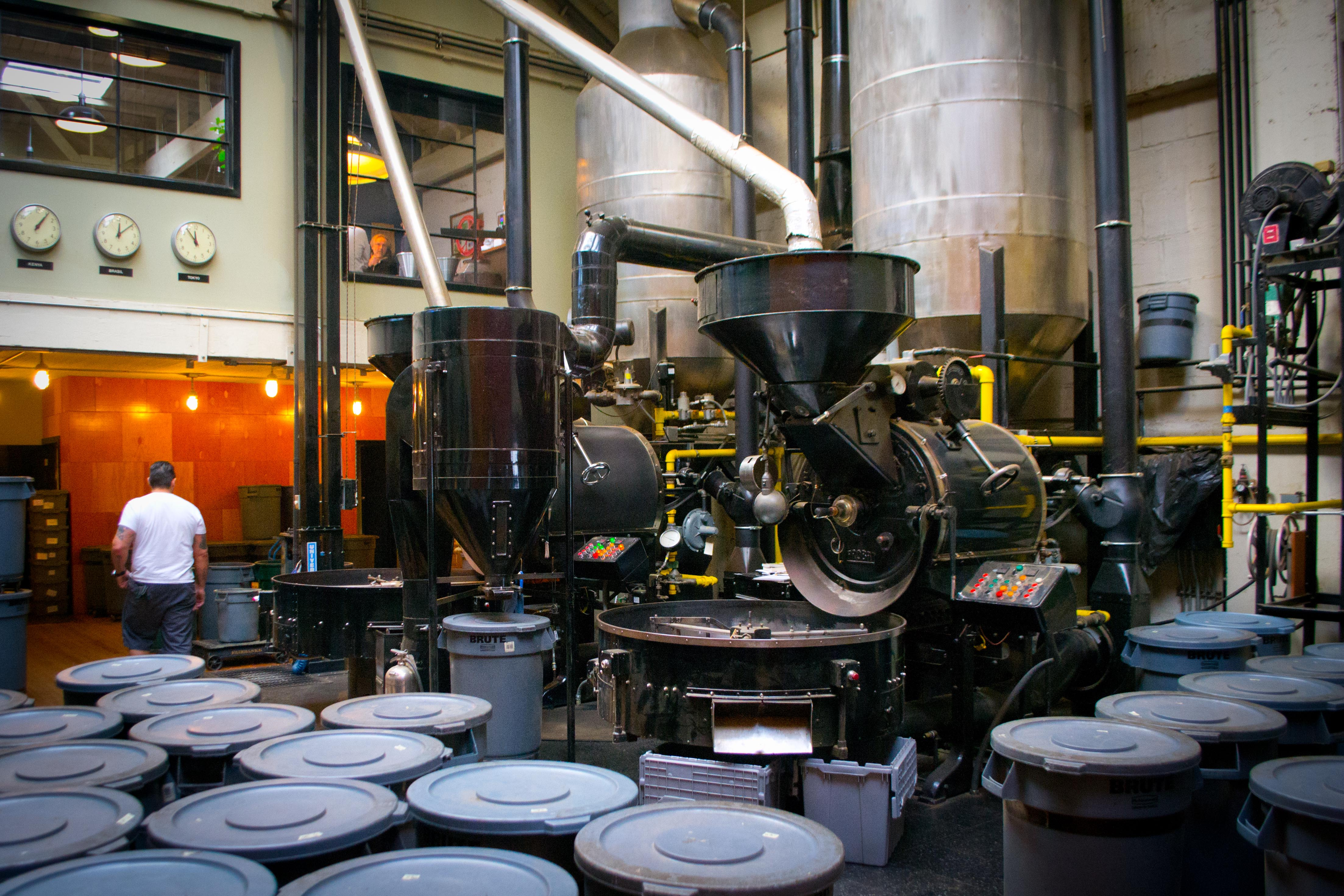
중규모 커피 회사의 로스팅 룸.

## 같이 보기
- 커피
- 로스팅